# Синдбад і Мінотавр
«Синдбад і Мінотавр» (англ. Sinbad and The Minotaur) — фентезійний пригодницький фільм виробництва Австралії, знятий за мотивами трилогії Рея Гаррігаузена.

## Сюжет
Відомий мореплавець Синдбад дізнається про сховані скарби на острові царя Міноса і найціннішим предметом є Колос Родоський. Історії про грізного охоронця від якого ще нікому не вдавалося втекти не злякали його, Синдбад вирушає, не підозрюючи з якою силою йому доведеться боротися цього разу.

## У ролях
| Актор           | Роль     |
| --------------- | -------- |
| Ману Беннетт    | Синдбад  |
| Стівен Грайвс   | Ал Жибар |
| Пачаро Мзембе   | Карім    |
| Голлі Бріслі    | Тара     |
| Джаред Робінсен | Сейф     |
| Террі Антіонак  | Нестор   |
| Лілі Браун      | Аріана   |
| Дерек Бойєр     | Акрум    |
| Дімітрі Бевіс   | Перикл   |
| Девід Валлон    | Мінос    |

## Створення фільму

### Виробництво
Зйомки фільму проходили в Квінсленді, Австралія.

### Знімальна група
- Кінорежисер — Карл Цвікі
- Сценарист — Джим Ноубл
- Кінопродюсери — Дейл Бредлі, Грант Бредлі, Дана Дубовскі, Марк Лестер
- Композитори — Геррі Мак-Дональд, Лорі Стоун
- Кінооператор — Ніно Гаетано Мартінетті
- Кіномонтаж — Бред Лінденмеєр
- Художник-постановник — Крістофер Кокс
- Художник-костюмер — Моніка О'Браєн
- Підбір акторів — Жан Глейзер[1]

## Сприйняття
Фільм отримав негативні відгуки. На сайті Rotten Tomatoes оцінка стрічки становить 15 % на основі 95 відгуків від глядачів (середня оцінка 1,8/5). Фільму зарахований «розсипаний попкорн» від глядачів, Internet Movie Database — 3,4/10 (1 038 голосів).